# Chiesa di San Giorgio (Filattiera)
La chiesa di San Giorgio è un edificio sacro che si trova a Filattiera.

## Descrizione
Nella chiesa si conserva un documento epigrafico di eccezionale importanza, la cosiddetta Lapide di Leodegar, che nel commemorare la morte dell'alto personaggio (molto probabilmente un vescovo) avvenuta nel 752, ricorda il compito affidatogli: quello di estirpare dalla regione le pratiche pagane ancora in uso. 

Nell'iscrizione della lapide è riportato che Leodegar idola fregit, cioè ruppe gli idoli; questi idoli erano probabilmente alcune statue stele lunigianesi, datate età del bronzo e del ferro. 
La chiesetta, con semplice impianto a una navata absidata (originariamente era a due navate), risale al XII secolo; coeva è l'alta torre campanaria, in realtà resto di una fortificazione posta di fronte alla facciata. Nel XIV secolo fu aggiunta una seconda navata, abbattuta agli inizi del XX secolo.

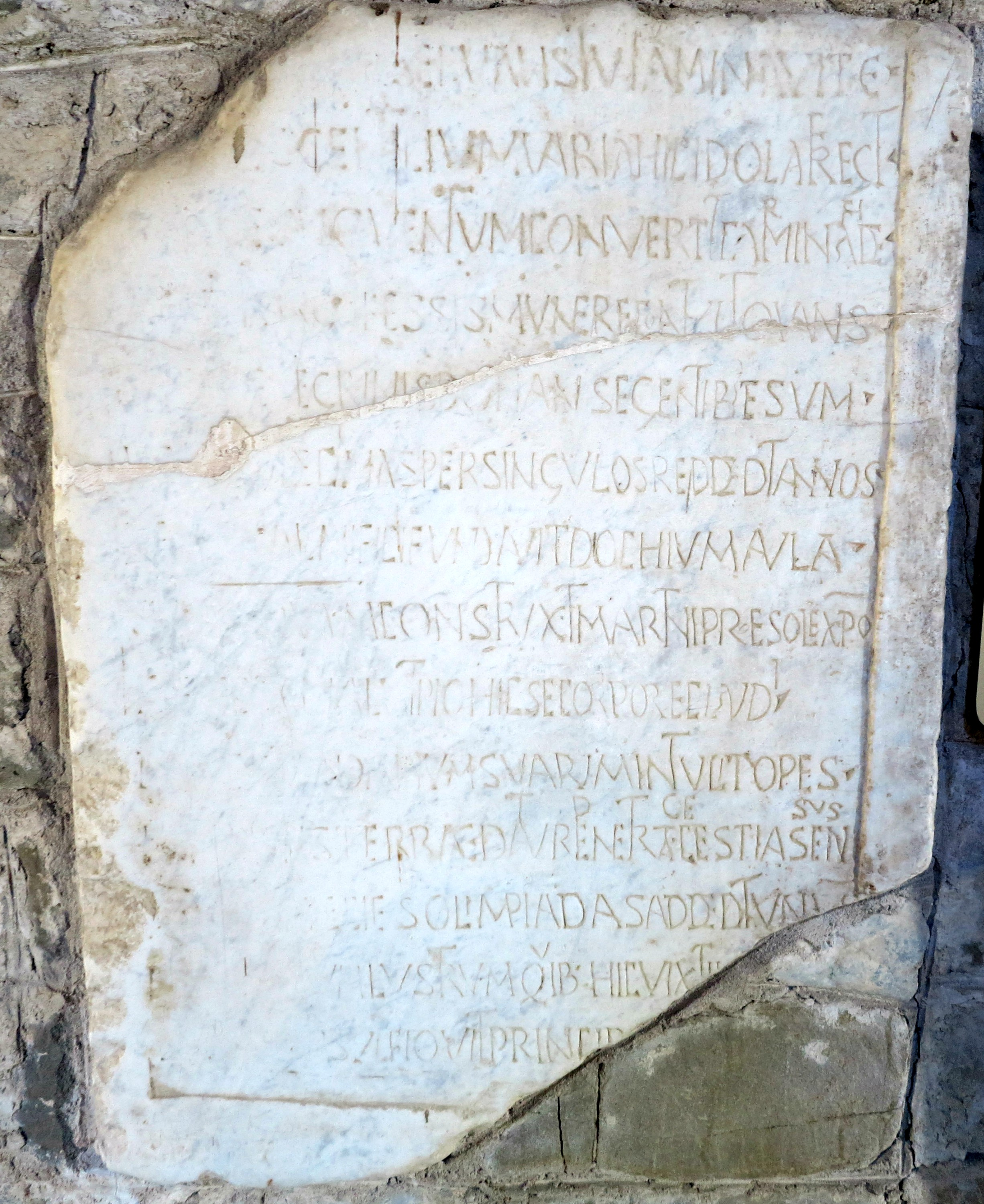
Lapide di Leodegar, sec. VIII